# Karl Benedikt Hase

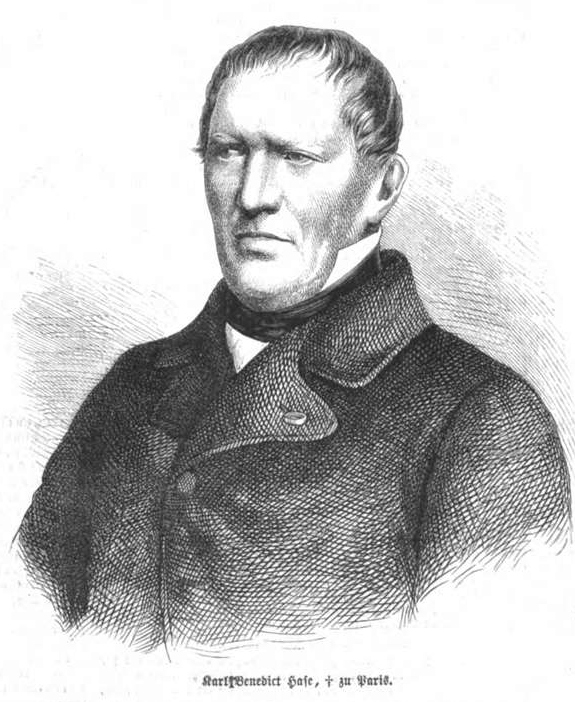
Karl Benedikt Hase.

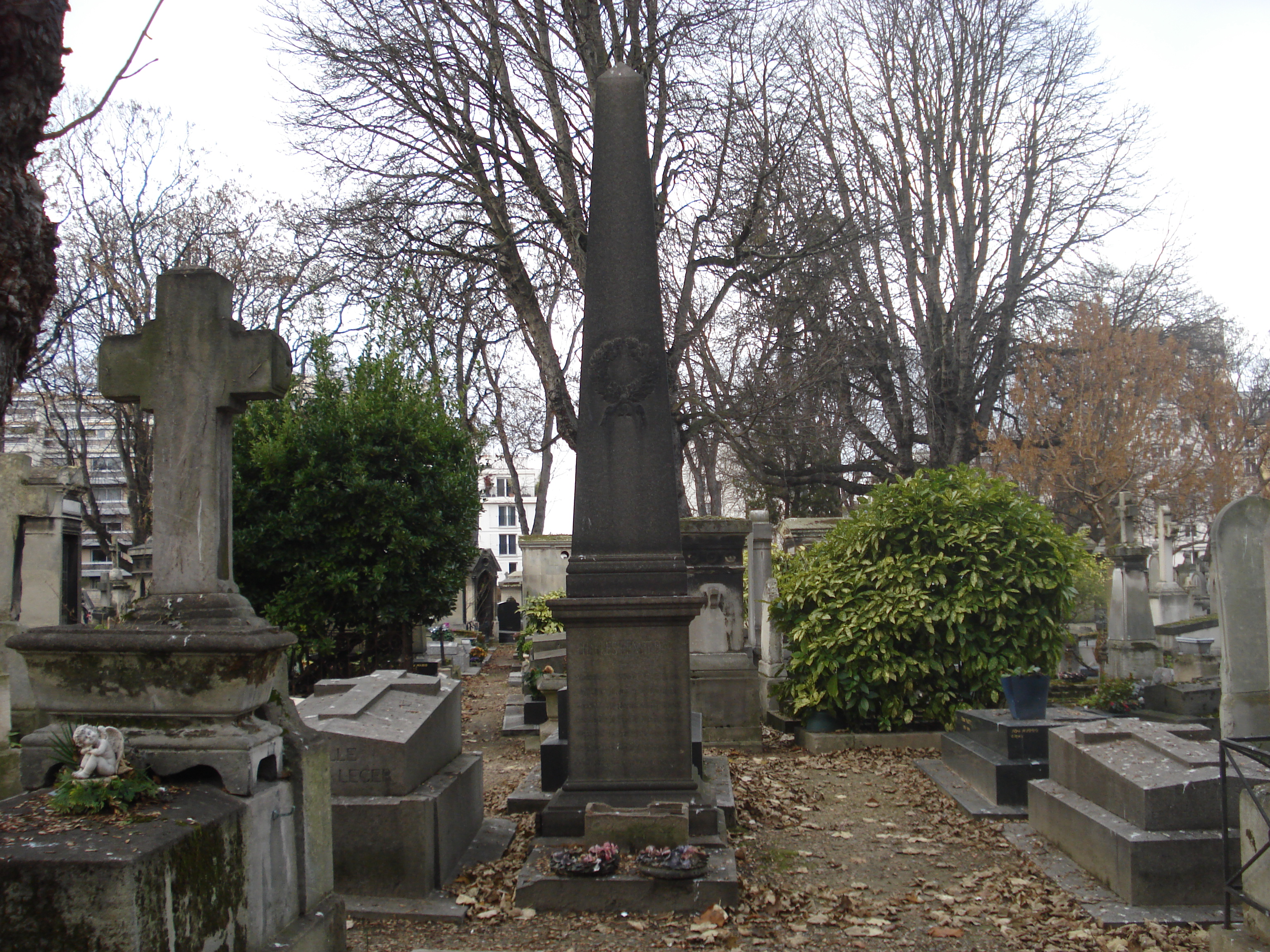
Grab von Karl Benedikt Hase (Friedhof Montmartre)

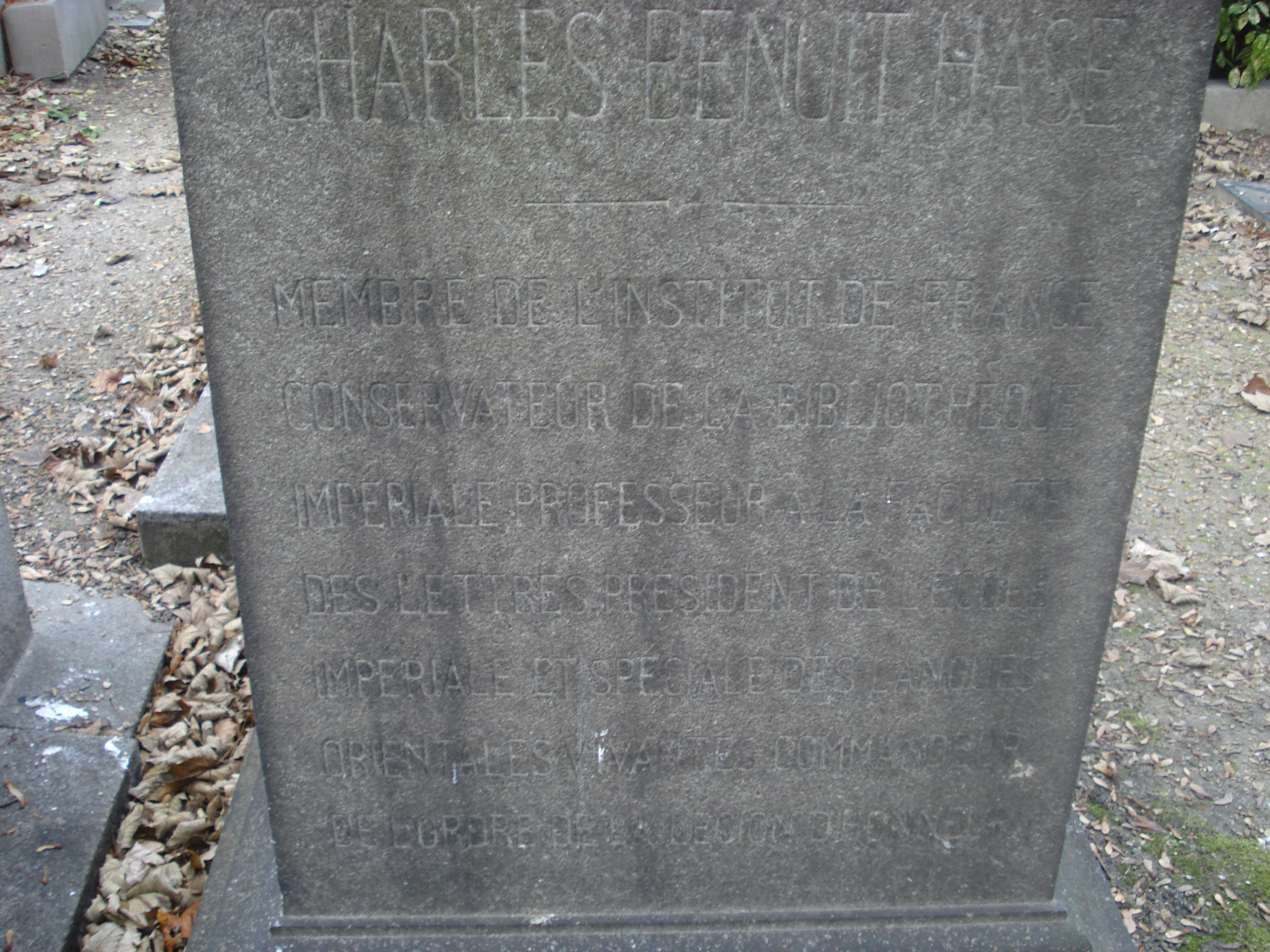
Grab von Karl Benedikt Hase (Friedhof Montmartre)

Karl Benedikt Hase (französisch: Charles Benoît Hase. * 11. Mai 1780 in Bad Sulza bei Naumburg; † 21. März 1864 in Paris) war ein Gräzist und Paläograph deutscher Herkunft. Er wurde 1821 in Frankreich eingebürgert.
Hase hat in Frankreich die Byzantinistik heimisch gemacht und viele hervorragende französische Epigraphiker ausgebildet. Da er gleichzeitig immer die Verbindung zur deutschen Wissenschaft bewahrte, konnte er eine bedeutende Rolle als Vermittler zwischen den Wissenschaftlern beider Länder spielen.

## Werdegang
Hase war Sohn des Christian Heinrich Hase, Superintendent in Allstedt. Nach Besuch des Wilhelm-Ernst-Gymnasiums in Weimar, das der Philologe und Archäologe Karl August Böttiger (1760–1835) leitete, begann er mit dessen Unterstützung 1798 ein Studium der Philosophie und Theologie an der Universität Jena. Er setzte es an der Universität Helmstedt fort, wo er neben der Klassischen Philologie auch Neugriechisch und Türkisch lernte, zudem Arabisch für die Lektüre des Koran. Im Jahre 1801 wollte er eigentlich auf die Peloponnes aufbrechen, die damals gegen die türkische Herrschaft revoltierte. Doch ging er zunächst nach Paris, wo er schnell in wissenschaftliche und gesellschaftliche Kreise Eingang fand. Die Kontakte verschaffte ihm vor allem die Freundschaft mit Alexander von Humboldt, der ihn mit französischen Gelehrten wie Jean-François Champollion und dem Orientalisten Antoine-Isaac Silvestre de Sacy bekannt machte. Dank dieser Protektion erhielt er 1805 eine Anstellung am Département des manuscrits der Bibliothèque impériale, wo er 1832 leitender Konservator und Verwalter der griechischen Handschriften wurde. In seinem Département empfing er die jungen europäischen Gelehrten und vor allem die deutschen. Insbesondere hat er sehr früh Theodor Mommsen in Frankreich bekannt gemacht. Zugleich bemühte er sich zusammen mit seinem Kollegen Désiré Raoul-Rochette, Konservator am Cabinet des Médailles, ein internationales Netzwerk für einen wissenschaftlichen Austausch aufzubauen. 1812 wurde er Miterzieher der beiden Söhne der Königin Hortense Eugenie Beauharnais (Napoleon Ludwig und Ludwig Napoleon).
Im Jahre 1819 übernahm Hase in Nachfolge von Jean-Baptiste Gaspard d’Ansse de Villoison den Lehrstuhl für Neugriechisch und seit 1838 auch für griechische Paläographie an der École des langues orientales vivantes. 1838 wurde er Administrateur und 1848 bis zu seinem Tode der Präsident dieser Schule. Seit 1824 war er Mitglied der Académie des inscriptions et belles-lettres und in dieser Eigenschaft zusammen mit Raoul-Rochette Mitglied und Berichterstatter der Kommissionen für die wissenschaftlichen Expeditionen in die Morea (1829) und nach Algier (1839).
1830 wurde er zum Professor der deutschen Sprache und Literatur an der École polytechnique berufen. 1837 wurde er zum auswärtigen Mitglied der Göttinger Akademie der Wissenschaften gewählt. Wegen seiner Kompetenz für griechische und lateinische Epigraphik wurde er Präsident der 1843 von dem Minister Abel-François Villemain eingesetzten Kommission für die Veröffentlichung eines umfassenden Corpus der lateinischen Inschriften. Gleichzeitig war er von 1842 bis 1852 Mitglied der wissenschaftlichen Kommission für Algerien, welche die dortigen lateinischen Inschriften veröffentlichen sollte.
Als alter Lehrer der jungen Prinzen unterhielt Hase zu Kaiser Napoleon III. gute Beziehungen, denen er 1852 den Lehrstuhl für vergleichende Grammatik verdankte, der für ihn an der Faculté des lettres der Universität Paris geschaffen worden war.
Ab 1812 war er korrespondierendes, ab 1850 ordentliches Mitglied der Königlich-Preußischen Akademie der Wissenschaften. 1821 wurde er zum korrespondierenden Mitglied der Russischen Akademie der Wissenschaften in Sankt Petersburg gewählt. Am 28. August 1812 erhielt Hase die philosophische Ehrendoktorwürde der Berliner Universität. 1842 wurde er in den preußischen Orden Pour le Mérite aufgenommen.
Ein hervorragender Kenner des Griechischen und der Paläographie, war Hase doch kein fruchtbarer Schriftsteller. Doch hat er sich durch die hauptsächlich mit den Gebrüdern Wilhelm und Ludwig Dindorf bearbeitete neue Ausgabe von Stephanus’ Thesaurus graecae linguae (Paris 1832–65, 9 Bände) verdient gemacht. Weiterhin stammt von ihm eine Ausgabe des Leo Diaconus (Paris 1819; neu bearbeitet im Corpus Scriptorum Historiae Byzantinae, Bonn 1828), von Johannes Lydos’ De ostentis et de mensibus (Paris 1823) und eine Anzahl von Monographien.
Hases Schüler Emmanuel Miller wurde 1876 sein zweiter Nachfolger auf dem Lehrstuhl für Neugriechisch an der École des langues orientales.